# Niposoma sulcipectum
Niposoma sulcipectum är en skalbaggsart som först beskrevs av Desbordes 1923.  Niposoma sulcipectum ingår i släktet Niposoma och familjen stumpbaggar. Inga underarter finns listade i Catalogue of Life.